# انفجار أشعة غاما 990123

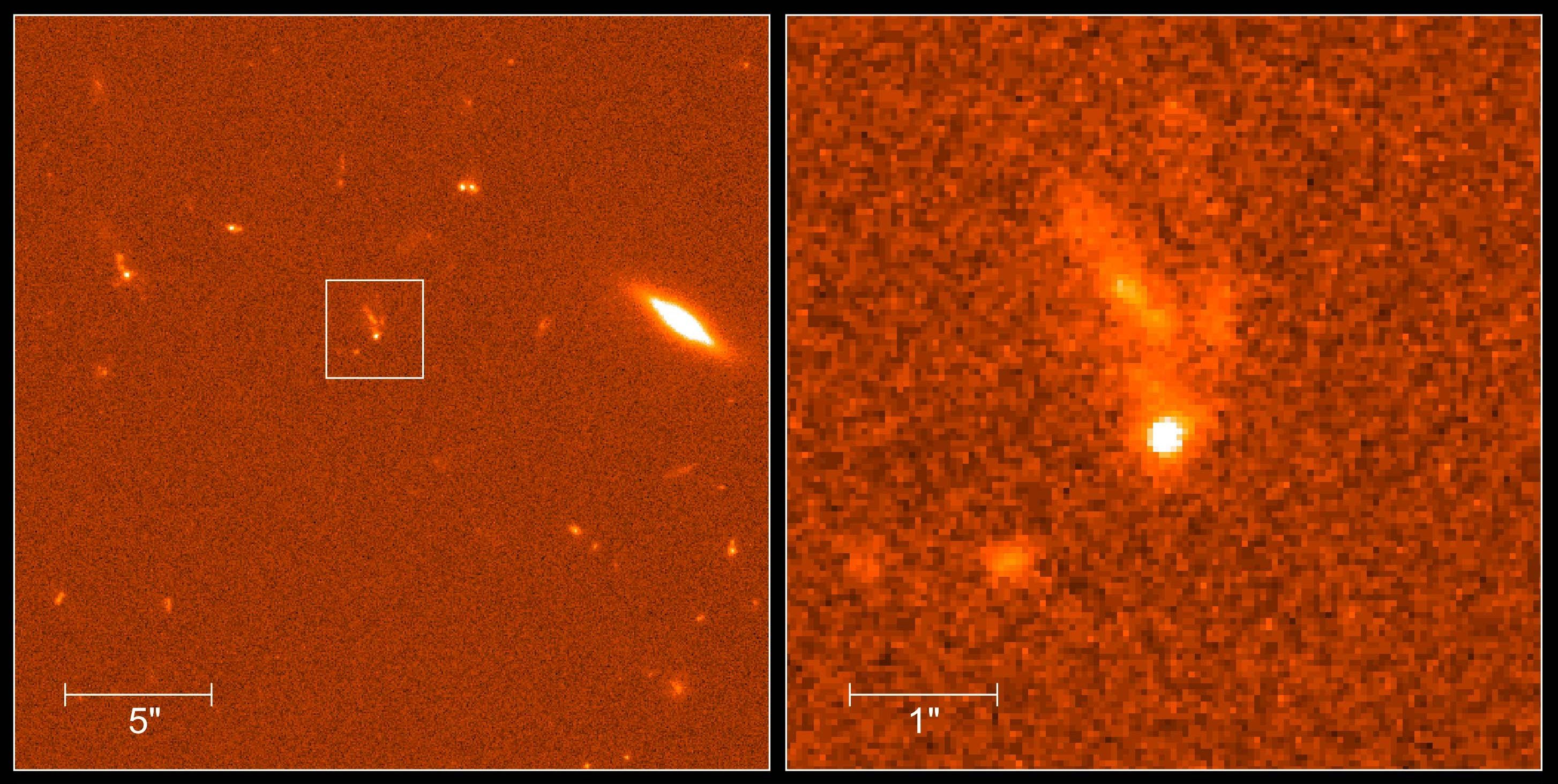
وهيج متعقب ضوئي لانفجار أشعة غاما 990123 (وهو البقعة البيضاء في المربع الصغير) يوم 23/1/1999. والسحابة المضيئة على هيئة الإصبع فوقه هي المجرة التي يتبعها. ويبدو أن مجرته يتغير شكلها تحت فعل اصتدامها بمجرة أخرة.

انفجار أشعة غاما 990123 في علم الفلك (بالإنجليزية: GRB 990123) هو انفجار أشعة غاما حدث يوم 23 يناير 1999 ولهذا سمي مطابقا لتاريخ حدوثه، حيث يعطي الرقمان الأولان يوم الاكتشاف، والرقمان الثانيان يعطيان الشهر، والرقمان الأخيران يعطيان السنة. وهو أول انفجار لأشعة غاما يكون مصحوبا بإصدار وهج ضوئي في نفس اللحظة. ولهذا يعتبر أحد المعالم الهامة في دراستنا للكون. 

وقد استطاع العلماء قياس ضوء مرئي من انفجار أشعة غاما الحادث يوم 23 يناير 1999 بواسطة تلسكوب ألي في لوس ألاموس، نيومكسيكو يسمى ROTSE-I. وكانت مجموعة من العلماء تقوم بالعمل على روتسي-1 تحت رعاية الدكتور كارل أكرلوف من جامعة ميتشغان وتعضدها فريق من أعضاء معمل لوس ألاموس الوطني ومن معمل لورانس ليفرمور الوطني. وان التلسكوب يعمل آليا واستجاب خلال ثوان بعد تسجيله إشارة الجهاز باتسي التابع لناسا والملحق بمرصد كومبتون لأشعة غاما (مرصد الفضائي) بدون تدخل من أحد العاملين. وقام مسبار كومبتون الفضائي خلال الساعات الأولى الحالكة الظلام قبل فجر يوم 23 / 1/99بتسجيل انفجار اشعة غاما التي استغرقت نحو دقيقة ونصف. وسجلت قمة لإصدار أشعة غاما وأشعة سينية لمدة 25 ثانية من بعد تسجيل أول الحدث. وتبعها بقمة إصدار أصغر لمدة 40 ثانية مند بدء الحدث. 
ثم تغير الإصدار في هيئة عدة قمم أصغر فأصغر عبر ال 50 ثانية، وواصل الإصدار انخفاضه حتى وصل إلى نحو 90% من نهايتة العظمى من اللمعان بعد نحو 8 دقائق من بداية الحدث. وكان الانفجار شديدا بحيث كان من ضمن أقوى 2% من الانفجارات التي اكتشفت.

## سير الاكتشاف
عنما سجل مرصد كومبتون الفضائي الانفجار قام بإرسال الإشارة إلى مركز ناسا الأرضي [[مركز جودارد 
لأبحاث الفضاء]] في ماريلاند في نفس لحظة بدء التسجيل ن فقام المركز بارسال المعلومات على الفور إلى شبكة توفيق انفجارات أشعة غاما gamma-ray Burst Coordinates Network . وبينما لم يستطع كومبتون تحديد موقع الانفجار بالضبط فقد كانت معلوماته التقريبية كافية تماما لكاميرات روستي 1. واستطاعت مصفوق كاميرات روستي 1 التركيز على تلك المنطقة من السماء وحصلت على صورة للانفجار بعد 22 ثانية من بعد أن اكتشفه كومبتون، كما قام بتصوير الانفجار بعد ذلك كل 25 ثانية.
وفي استطاعة روستي 1 تسجيل الاحداث الكونية الخافتة جدا حتى قدر ظاهري 16، واعتقد الباحثون عن انفجارات أشعة غاما أن الوهيج الضوئي سيكون خافتا. وعلى العكس فقد وصل شدة لمعان الضوء المرئي للانفجار إلى قدر ظاهري 9. فكان لمعانه كافيا لأن يراه أي واحد من هواة الفلك بواسطة 
نظارة مقربة عادية. وازداد لمعان الجرم السماوي المُصدر لهذا الانفجار بمقدار 4000 مرة خلال 8 دقائق.
ونظرا لأن المرصد روستي 1 كان يعمل آليا (بينما كان العاملون عليه نائمون) فلم تنشر نتائج القياس في شبكة المتابعة حتى اليوم التالي، وخلال تلك الفترة ركزت مراصد أخرى على تصوير الحدث، وسمي لذلك «انفجار اشعة غاما 990123».
كما رأي القمر الصناعي بيبوساكس الانفجار واستطاع تحديد موقعه بدرجة دقة تصل إلى عدة دقائق قوسية. وأرسلت البيانات إلى المراكز الأرضية وخلال 4 ساعات بعد الانفجار كانت المنطقة ترصد بكاميرا شميت الذي يبلغ قطرها 5و1 متر والموجودة على قمة جبل بالومار في كاليفورنيا. وبينت الصورة أجراما في حدود القدر الظاهري 18 ولم تكن قد اكتشفت من قبل في تلك المنطقة.
وفي الليلة التالية انخفض لمعان الجرم حتى وصل غل قدر ظاهري 20 حيث صوره تلسكوب كيك وكذلك تلسكوب نورديك أوبتيكال الموجود في جزر الكناري وهو ذو مرآة بقطر 6و2 متر. وبينت القياسات خطوط طيف امتصاص لها انزياح نحو الأحمر بمقدار 6و1، وهذا يعادل مسافة بين الجرم والأرض تقدر ب 1 مليار سنة ضوئية.
كما قام تلسكوب هابل الفضائي بتصوير مكان انفجار أشعة غاما 990123 بعد الانفجار بمدة 16 يوم. وكان لمعان الجرم قد انخفض أثناء تلك الفترة بمقدار 3 ملايين مرة. واستطاع تلسكوب هابل الفضائي تسجيل مجرة ضعيفة اللمعان، ويدل لونها الأزرق أنها في مرحلة تكوين نجوم جديدة بمعدل سريع.

## اقرأ أيضا
- انفجار أشعة غاما 080319ب
- انفجار أشعة غاما 090423
- انفجار أشعة غاما 970228
- مستعر أعظم SN 2005ap
- قائمة انفجارات أشعة غاما